# China Anne McClain
China Anne McClain (Atlanta, 25 de agosto de 1998) é uma atriz, cantora e compositora americana. Filha de pai produtor e mãe cantora, tem duas irmãs, uma mais velha e a outra sendo a irmã do meio da família e China sendo a mais nova. Como atriz, sua carreira começou em 2005, quando tinha sete anos e atuou no filme The Gospel, ficando nacionalmente conhecida a partir de 2007, quando entrou no elenco fixo da série Tyler Perry's House of Payne como Jazmine Payne e internacionalmente como a protagonista Chyna Parks na série original do Disney Channel A.N.T. Farm. Ao longo de sua carreira, sua fortuna é de mais de 750 mil dólares.
Em sua carreira musical, McClain foi a estrela na trilha sonora de A.N.T. Farm, lançada em 11 de outubro de 2011. No disco, a artista interpreta duas canções com suas irmãs e seis sem participação vocal. O álbum debutou na vigésima nona posição da Billboard 200 com 14 mil cópias na primeira semana de vendas, contendo como singles "Dynamite" - versão da original gravada por Taio Cruz - e "Calling All the Monsters", que alcançou a octogésima sexta posição na Billboard Hot 100. A cantora ao lado das irmãs, formaram um grupo em 2011, cujo  nome é McClain Sisters. China tem um canal no youtube em conjunto de sua irmã, Lauryn. O canal se chama Lauryn & China.
China fez, tecnicamente, sua primeira vilã em um filme. Ela viveu Uma, filha da Úrsula (a vilã do filme A Pequena Sereia), no filme da Disney, Descendentes 2. O filme estreou oficialmente em 2017 foi um sucesso, assim como o primeiro filme Descendentes. Desde janeiro de 2018 China faz parte do elenco da série de televisão Black Lightning.

## Biografia

### 2005-10: Primeiros anos e início da carreira

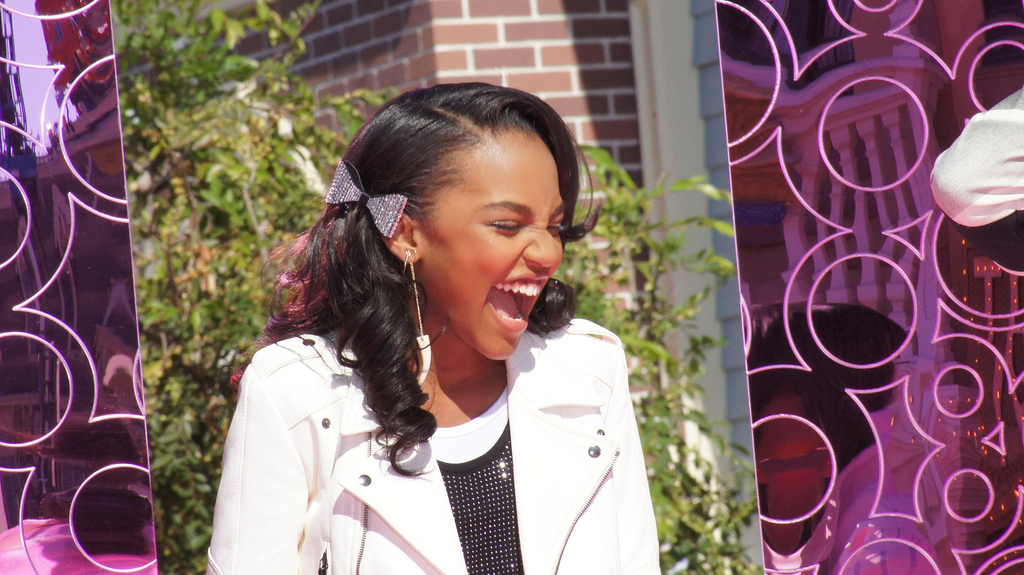

China Anne McClain nasceu em 25 de agosto de 1998 em Atlanta, Georgia. Filha de Shontelle e Michael McClain, tem uma irmã mais velha, Sierra Aylina McClain e uma irmã do meio, Lauryn Alisa McClain. Ela foi descoberta em 2005, por um executivo da música que a ouviu cantar e encorajou o diretor Rob Hardy para fazer um teste com a mesma para o filme The Gospel, juntamente com Boris Kodjoe e Idris Elba. Seu papel chamou a atenção de Tyler Perry, que a colocou no elenco da série Tyler Perry's House of Payne, como Jazmine Payne.
Também como atriz, ela aparece no filme Daddy's Little Girls como uma menininha chamada China. Neste filme, as irmãs Sierra e Lauryn atuaram como suas irmãs mais velhas. McClain apareceu e estrelou em vários outros shows e séries como Hannah Montana, NCIS e em Hurricane Season, filme gravado em 2009. Tempos depois, ela atuou em Grown Ups como Charlotte McKenzie. A jovem também conseguiu um papel recorrente como Kiara em Jonas L.A. e participou da trilha sonora da série, interpretando "Your Biggest Fan" com Nick Jonas.

### 2011-presente:A.N.T. Farm, carreira musical e Descendentes: Mundo de Vilões
Sua carreira na Disney iniciou-se quando ela fez uma participação em Wizards of Waverly Place, ao lado de Selena Gomez e David Henrie no episódio de três partes "Wizards vs Angels" - nomeado de "Feiticeiros vs. Anjos" nos países lusófonos - interpretando Tina, um anjo, seguindo após ser escalada para o elenco de A.N.T. Farm, juntamente com Sierra McCormick, Jake Short, Carlon Jeffrey e Stefanie Scott como personagens principais. Para a série, a artista gravou um cover de "Dynamite", canção originalmente gravada por Taio Cruz e também interpretou e compôs a música de abertura da mesma, "Exceptional". O videoclipe de "Dynamite" estreou em 23 de julho de 2011 no Disney Channel. Além das duas participações, sua carreira na emissora do canal continuou com uma participação em PrankStars, onde os artistas do Disney Channel fazem pegadinhas com seus fãs.
"Calling All the Monsters" foi o segundo single da trilha sonora, estreando na 100.ª posição da Billboard Hot 100 e mais tarde conseguindo a sua melhor colocação na tabela, na octogésima sexta colocação. A trilha sonora de A.N.T. Farm foi lançada em 11 de outubro de 2011, sendo que sua estreia nas tabelas musicais foi na vigésima nona posição da Billboard 200 com 14 mil cópias em sua primeira semana de vendas. Em 14 de junho de 2011, McClain assinou contrato com a Hollywood Records e vai lançar um álbum de estúdio com suas irmãs em 2012, nomeando o trio de The McClain Sisters. "Rise" se tornou o primeiro single do grupo, objetivando a promoção do documentário Chimpanzee e da campanha Disney's Friends for Change, com o seu clipe oficial divulgado em 26 de março de 2012 no site de entretenimento VEVO.
Ela deu a voz para a personagem Freddie na série animada de Descendants.

## Filmografia
| Filme     | Filme                              | Filme                           | Filme                                        | Filme              | Filme                                                         | Filme  |
| Ano       | Título original                    | Título no Brasil                | Título em Portugal                           | Papel              | Notas                                                         | Ref    |
| --------- | ---------------------------------- | ------------------------------- | -------------------------------------------- | ------------------ | ------------------------------------------------------------- | ------ |
| 2005      | The Gospel                         | Segundo Evangelho               | O Evangelho                                  | Alexis             | Filme de Estreia                                              | [ 1 ]  |
| 2007      | A Dennis the Menace Christmas      | O Natal de Dennis o Pimentinha  | O Natal de Dennis o Pimentinha               | Margaret           | Lançado direto em DVD                                         | [ 25 ] |
| 2007      | Daddy's Little Girls               | As Garotinhas do Papai          | Por uma Vida Melhor                          | China James        |                                                               | [ 6 ]  |
| 2008      | Six Blocks Wide                    | —                               | —                                            | Vizinha #8         |                                                               | [ 26 ] |
| 2010      | Hurricane Season                   | Hurricane Season                | Hurricane Season                             | Alana Collins      | Lançado direto em DVD                                         | [ 9 ]  |
| 2010      | Jack and Janet Save the Planet     | —                               | —                                            | Janet              | Filme para televisão                                          | [ 27 ] |
| 2010      | Grown Ups                          | Gente Grande                    | Miúdos e Graúdos                             | Charlotte McKenzie |                                                               |        |
| 2013      | Grown Ups 2                        | Gente Grande 2                  | Miúdos e Graúdos 2                           | Charlotte McKenzie |                                                               | [ 10 ] |
| 2014      | How to Build a Better Boy          | Como Criar o Garoto Perfeito    | O Rapaz Ideal                                | Gabby Harrison     | Filme original do Disney Channel Protagonista                 | [ 28 ] |
| 2017      | Descendants 2                      | Descendentes 2                  | Os Descendentes 2                            | Uma                | Filme original do Disney Channel / Antagonista                |        |
| 2017      | Ten: Murder Island                 |                                 |                                              | Meg                | Personagem principal; Filme com estréia no canal Lifetime     |        |
| 2018      | Under the Sea: A Descendants Story | Aqui no Mar Descendentes 2.5    | Aqui no Mar: Uma História de Os Descendentes | Uma                | Curta-metragem original do Disney Channel                     |        |
| 2019      | Descendants 3                      | Descendentes 3                  | Os Descendentes 3                            | Uma                | Filme original do Disney Channel / Antagonista - Pré produção | [ 29 ] |
| 2018      | Blood Brother                      |                                 |                                              | Daisy              |                                                               |        |
| 2020      | Hubie Halloween                    | Halloween do Hubie              |                                              | Miss Taylor        |                                                               |        |
| Televisão |                                    |                                 |                                              |                    |                                                               |        |
| 2006-11   | Tyler Perry's House of Payne       | —                               | —                                            | Jazmine Payne      | Serie regular; TBS                                            | [ 5 ]  |
| 2008      | Jimmy Kimmel Live!                 | Jimmy Kimmel Live!              | Jimmy Kimmel Live!                           | Sasha Obama        | Série de televisão; não-creditada                             | [ 26 ] |
| 2009      | Hannah Montana                     | Hannah Montana                  | Hannah Montana                               | Isabel             | 1 episódio ("Welcome to the Bungle")                          | [ 7 ]  |
| 2009      | NCIS                               | NCIS                            | NCIS                                         | Kayla Vance        | 1 episódio ("Knockout")                                       | [ 8 ]  |
| 2010      | Jonas L.A.                         | Jonas L.A.                      | Jonas L.A.                                   | Kiara              | 3 episódios                                                   | [ 11 ] |
| 2011      | Wizards of Waverly Place           | Os Feiticeiros de Warvely Place | Os Feiticeiros de Waverly Place              | Tina               | 1 episódio ("Feiticeiros vs. Anjos")                          | [ 14 ] |
| 2011      | A.N.T. Farm                        | Programa de Talentos            | A.N.T. Farm: Escola de Talentos              | Chyna Parks        | Papel principal em série original do Disney Channel           | [ 15 ] |
| 2011      | PrankStars                         | PrankStars                      | PrankStars                                   | "ela mesma"        | Estrela convidada (episódio 2)                                | [ 19 ] |
| 2013      | Doc McStuffins                     | —                               | Doutoura Brinquedos                          | Tisha              | Voz                                                           | [ 30 ] |
| 2015      | Bones                              | Bones                           | Ossos                                        | Kathryn Walling    | 1 episódio ("The Lost in the Found")                          | [ 31 ] |
| 2015      | Descendants: Wicked World          | Descendentes: Wicked World      | Os Descendentes: Mundo de Vilões             | Freddie            | Voz, Filha do Dr. Facilier (1.ª Temporada)                    |        |
| 2017      | K.C. Undercover                    | Agente K.C.                     | K.C. Agente Secreta                          | Sheena             | 3.ª Temporada                                                 |        |
| 2018-2021 | Black Lightning                    | Raio Negro                      |                                              | Jennifer Pierce    | Protagonista                                                  |        |

## Discografia
A 'discografia de China Anne McClain' consiste em dois singles solo, além de participações em dois álbuns de trilha sonora. O primeiro lançamento oficial de China como cantora foi através da trilha sonora da série original do Disney Channel Jonas L.A., onde fez uma participação especial em um episódio e gravou uma faixa do álbum, em 20 de julho de 2010. Um ano depois, McClain virou protagonista de um seriado do Disney Channel e gravou uma trilha sonora para esta, A.N.T. Farm que foi lançada em 11 de outubro de 2011, aonde cantou seis canções sozinhas e duas com suas irmãs, este debutou na vigésima nona posição da Billboard 200, nos Estados Unidos. De A.N.T. Farm foram retirados seus dois singles: "Dynamite" e "Calling All the Monsters".

### Singles
| 2011                                                                                          | "Dynamite"                                            | —      | —      |  | A.N.T. Farm                   |  |
| 2011                                                                                          | "Calling All the Monsters"                            | 86     | 89     |  | A.N.T. Farm                   |  |
| 2015                                                                                          | ''Good is The New Bad''                               | ---    | ------ |  | Descendants:Wicked World      |  |
| 2016                                                                                          | ''Night is Young''                                    | -----  | -----  |  | Descendants:Wicked World      |  |
| 2017                                                                                          | What's My Name (feat Thomas Doherty & Dylan Playfair) | ------ | ------ |  | Descendants 2-It's Going Down |  |
| 2017                                                                                          | It's Going Down                                       | -----  | ------ |  | Descendants 2-It's Going Down |  |
| 2017                                                                                          | Poor Unfortunate Souls                                | -----  | -----  |  | Descendants 2-O.Sound Track   |  |
| "—" denota singles que não posicionaram nas paradas musicais ou não foram lançados na região. |                                                       |        |        |  |                               |  |

#### Outras canções
| Ano  | Canção             | Melhores posições | Melhores posições | Melhores posições | Álbum      |
| Ano  | Canção             | EUA               | COR               | CAN               | Álbum      |
| ---- | ------------------ | ----------------- | ----------------- | ----------------- | ---------- |
| 2010 | "Your Biggest Fan" | —                 | —                 | —                 | Jonas L.A. |

### Videoclipes
| Ano  | Título                     | Diretor(es)  | Álbum       |
| ---- | -------------------------- | ------------ | ----------- |
| 2011 | "Dynamite"                 | Desconhecido | A.N.T. Farm |
| 2011 | "Calling All the Monsters" | Desconhecido | A.N.T. Farm |

## Prêmios e indicações
Desde o início da sua carreira, McClain recebeu três indicações, sendo o primeira de "Melhor Performance - Comédia" no NAMIC Vision Awards, no qual levou o prêmio por sua atuação na série Tyler Perry's House of Payne. Foi indicada a "Ícone do Amanhã" pela Teen Icon Awards e duas vezes para "Melhor Atuação em um Programa Infantil" na academia NAACP Image Awards, ambas devido seu desempenho na série do Disney Channel A.N.T. Farm.
| Ano  | Prêmio              | Categoria                                | Trabalho                     | Resultado |
| ---- | ------------------- | ---------------------------------------- | ---------------------------- | --------- |
| 2011 | NAMIC Vision Awards | "Melhor Performance - Comédia"           | Tyler Perry's House of Payne | Vencedora |
| 2011 | Teen Icon Awards    | "Ícone do Amanhã"                        | "ela mesma"                  | Indicada  |
| 2012 | NAACP Image Awards  | "Melhor Atuação em um Programa Infantil" | A.N.T. Farm                  | Indicada  |
| 2013 | NAACP Image Awards  | "Melhor Atuação em um Programa Infantil" | A.N.T. Farm                  | Indicada  |